# Sycamore (Illinois)
Sycamore ist eine Kleinstadt und Verwaltungssitz des DeKalb County im Norden des US-amerikanischen Bundesstaates Illinois. Das U.S. Census Bureau hat bei der Volkszählung 2020 eine Einwohnerzahl von 18.577 ermittelt.

## Geografie
Sycamore liegt auf 41°59'02" nördlicher Breite und 88°41'39" westlicher Länge. Die Stadt erstreckt sich über eine Fläche von 14,2 km², die ausschließlich aus Landfläche besteht.
Sycamore liegt am Westufer des Kishwaukee River, einem Nebenfluss des Rock River. Dieser fließt bei Rock Island in den Mississippi River.
Durch Sycamore führt in Ost-West-Richtung die Illinois State Route 64, die in der Stadtmitte von der Illinois State Route 23 gekreuzt wird.
Die Nachbarstadt DeKalb, die größte Stadt im DeKalb County, liegt 9,1 km in südlicher Richtung.
Sycamore liegt 95 km westlich von Chicago. Rockford liegt 58,7 km im Nordwesten, Wisconsins größte Stadt Milwaukee 159 km im Nordosten und die Quad Cities 185 km im Südwesten.

## Geschichte
Die ersten weißen Siedler kamen 1835 in die Gegend um das heutige Sycamore. Die ursprüngliche Stadt wurde von einem New Yorker namens Christian Sharer angelegt. Eine Mühle wurde errichtet und der Kishwaukee River eingedeicht. Die Ansiedlung entwickelte sich aber nicht und der Siedlungsschwerpunkt verlagerte sich auf das andere Flussufer. 1837 wurde Orange (der frühere Name von Sycamore) Sitz der Countyverwaltung.
Die heutige Stadt wurde 1837 von James Waterman und Evans Wharry angelegt. Der erste Siedler auf dem Gebiet der heutigen Stadt war Carlos Lattin, der sich bereits 1835 angesiedelt hatte. Lattin steckte einen Claim ab, der den größten Teil des Westteils der heutigen Stadt beinhaltete. Er baute das erste Haus etwas nördlich der heutigen Innenstadt.
1839 wurde das erste Gerichtsgebäude in Sycamore errichtet. Gleichzeitig wurde auch das erste Hotel der Stadt gebaut. Ein Jahr später umfasste die Siedlung 12 Gebäude, deren Zahl sich bis 1844 auf 18 erhöhte. Die Einwohnerzahl von Sycamore wuchs kontinuierlich 262 im Jahre 1848 auf 320 im Jahre 1849. 1850 waren es 390, 1851 schon 435.
In den späten 1850er Jahren wurde Sycamore an das Eisenbahnnetz angeschlossen und ein Bahnhofsgebäude errichtet. 1855 gab es in Sycamore 41 Gewerbebetriebe. 1858 wurde Sycamore zur Gemeinde („Village“) erhoben. Im Laufe des Bürgerkrieges verhalf die Eisenbahn der Stadt zu einem kontinuierlichen Wachstum, das dazu führte, dass Sycamore im Jahre 1869 den Status „City“ verliehen bekam.
1903, als der Neubau eines Gerichtsgebäudes zur Debatte stand, wurde erneut der Standort Sycamore in Zweifel gezogen. Die Nachbarstadt DeKalb versuchte den Sitz der Countyverwaltung an sich zu ziehen und wohlhabende Bürger von DeKalb boten 20.000 Dollar für die Errichtung neuer Verwaltungsgebäude an. Die Stadt Sycamore sammelte ebenfalls eigenes Geld dafür und nach einer Reihe komplizierter Verhandlungen und Rechtsstreitigkeiten behielt Sycamore den Status eines Verwaltungszentrums für das DeKalb County. 1904 wurde das neue, aus Marmor errichtete Gerichtsgebäude fertiggestellt.
Während dieser Zeit wurde auch eine Reihe von zweistöckigen Gebäuden entlang der Hauptstraßen im Stadtzentrum errichtet. Es entstand eine Bank, ein Kino und das heutige Midwestern Museum of Natural History.
Am Mittwoch, dem 10. Februar 2010 wurde Sycamore von einem Erdbeben der Stärke 3,8 auf der Richterskala erschüttert. Eine Reihe von Gebäuden wurde beschädigt. Dies war das erste Erdbeben in Nord-Illinois seit 1999.

## Demografische Daten
Bei der Volkszählung im Jahre 2000 wurde eine Einwohnerzahl von 12.020 ermittelt. Diese verteilten sich auf 4.692 Haushalte in 3.148 Familien. Die Bevölkerungsdichte lag bei 846,9/km². Es gab 4.925 Gebäude, was einer Bebauungsdichte von 347,0/km² entsprach.
Die Bevölkerung bestand im Jahre 2000 aus 93,39 % Weißen, 2,74 % Afroamerikanern, 0,22 % Indianern, 0,83 % Asiaten und 1,58 % anderen. 1,24 % gaben an, von mindestens zwei dieser Gruppen abzustammen. 4,27 % der Bevölkerung bestand aus Hispanics, die verschiedenen der genannten Gruppen angehörten.
28,0 % waren unter 18 Jahren, 8,3 % zwischen 18 und 24, 31,3 % von 25 bis 44, 21,5 % von 45 bis 64 und 10,9 % 65 und älter. Das durchschnittliche Alter lag bei 35 Jahren. Auf 100 Frauen kamen statistisch 95,7 Männer, bei den über 18-Jährigen 93,4.
Das durchschnittliche Einkommen pro Haushalt betrug $51.921, das durchschnittliche Familieneinkommen $62.083. Das Einkommen der Männer lag durchschnittlich bei $42.676, das der Frauen bei $27.520. Das Pro-Kopf-Einkommen belief sich auf $23.112. Rund 2,3 % der Familien und 3,7 % der Gesamtbevölkerung lagen mit ihrem Einkommen unter der Armutsgrenze.